# Рейнаду, Альфреду
Альфреду Рейнаду (1967 — 11 февраля 2008) — восточнотиморский военный деятель, майор, бывший начальник военной полиции, впоследствии лидер повстанцев и руководитель попытки военного переворота 11 февраля 2008 года.
В марте 2006 года среди восточнотиморских солдат начался мятеж с требованиями повышения заработной платы. В восстании приняло участие около 600 солдат (при этом в восточнотиморской армии тогда служило всего 1400 солдат). Помимо требований об увеличении заработной платы, восставшие выступали против коррупции и кумовства среди кадровиков. Во главе беспорядков находился Альфреду Рейнаду. Кризис завершился привлечением 594 солдат к дисциплинарной ответственности. Очередные восстания произошли в конце апреля и начале мая; в результате них, по оценкам, погибло 37 человек, более 150.000 тысяч людей были вынуждены покинуть свои дома, а во внутренние дела страны были вынуждены вмешаться войска из Австралии, Новой Зеландии, Португалии и Малайзии. 16 июня 2006 года повстанцы Рейнаду сложили оружие и арсенал, потребовав отставки тогдашнего премьер-министра Мари Алькатири (ушёл в отставку 26 июня). Этот шаг был обусловлен обращением к ним тогдашнего президента Шананы Гусмана. Майор Рейнаду заявил тогда о готовности в полной мере сотрудничать с миротворческими силами ООН для расследования причин восстаний. В октябре он встретился с бывшим епископом Дили, лауреатом Нобелевской премии мира Карлосом Хименесом Белу и бывшим премьер-министром Мари Алькатири.
В марте 2007 года на улицы Дили вышли несколько тысяч сторонников Рейнаду, протестовавшие против попыток арестовать его австралийскими миротворцами и требовавшие выдать ордер на арест президента Шананы Гусмана.
Рейнаду был лидером неудавшейся попытки государственного переворота 11 февраля 2008 года. Утром, около 6 часов по местному времени, он и его сообщники, приехавшие на двух автомобилях, открыли огонь около дома его бывшего друга, лауреата Нобелевской премии мира президента Жозе Рамуша-Орты, на окраине Дили. Президент был ранен в живот и грудь. Рейнаду был убит в перестрелке с охранниками Рамуша-Орты, также был убит один из его людей и один из телохранителей президента. О смерти Рейнаду объявил министр иностранных дел Восточного Тимора — Закариас да Кошта. В тот же день был обстрелян автомобильный конвой, в котором ехал премьер-министр, Шанана Гусман.
По официальной версии, 11 февраля 2008 года группа военнослужащих, возглавляемая Рейнаду, проникла в резиденцию президента Рамуш-Орты. Смена караула, прибывшая в резиденцию, обнаружила там подозрительных вооруженных лиц и открыла огонь. В перестрелке Рейнаду и один из его сообщников были убиты. Услышав выстрелы, президент поспешил к резиденции, вблизи которой он был обстрелян и получил два ранения. Нападавшие мятежники поспешно скрылись. Узнав о случившемся, премьер-министр Гужман также немедленно поспешил к месту событий, но его автомобиль подвергся обстрелу со стороны другой группы мятежников. Премьер-министр не пострадал, а тяжело раненый Рамуш-Орта был отправлен самолетом на лечение в Австралии. По неофициальной версии, Рейнаду в течение продолжительного времени гостил в резиденции президента для ведения переговоров. Услышав стрельбу, он выбежал из резиденции и был убит выстрелами в упор предположительно военнослужащими правительственных сил, которые ранили и самого президента, а покушение на Гужмана было инсценировкой. 
После этих событий был введён режим «усиленного чрезвычайного положения», были арестованы свыше двухсот человек, включая парламентариев и журналистов.
Жена Рейнаду работала в посольстве США в Восточном Тиморе, где курировала работу Корпуса мира.